# Diyarbakır
Pour les articles homonymes, voir Amed et Amida.

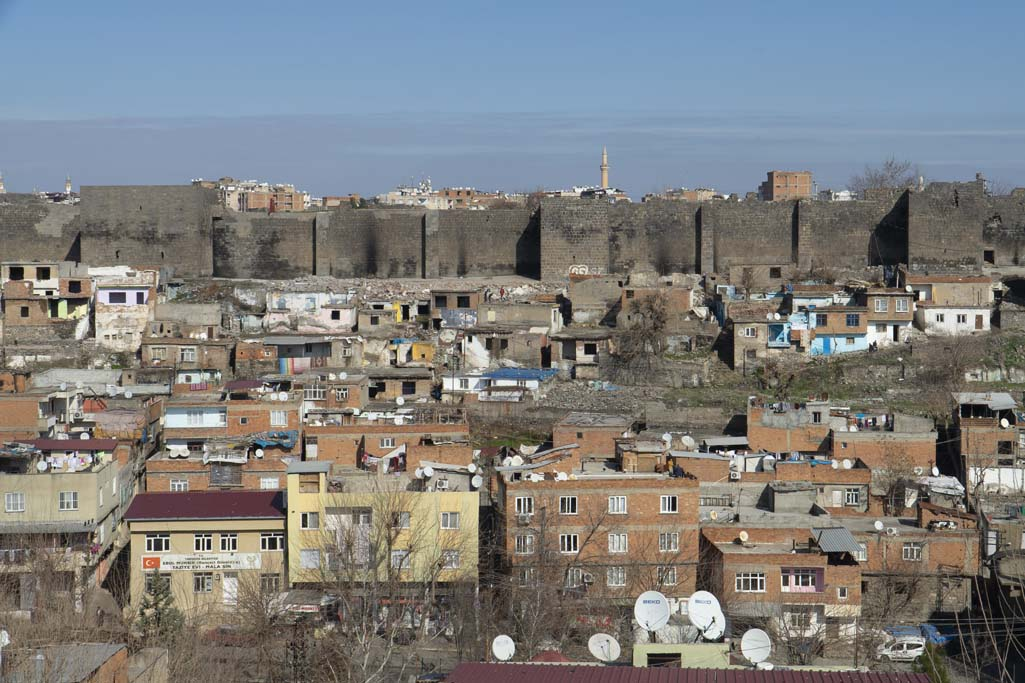
Sur, Diyarbakır.

Plan du centre-ville, Sur, Diyarbakır.

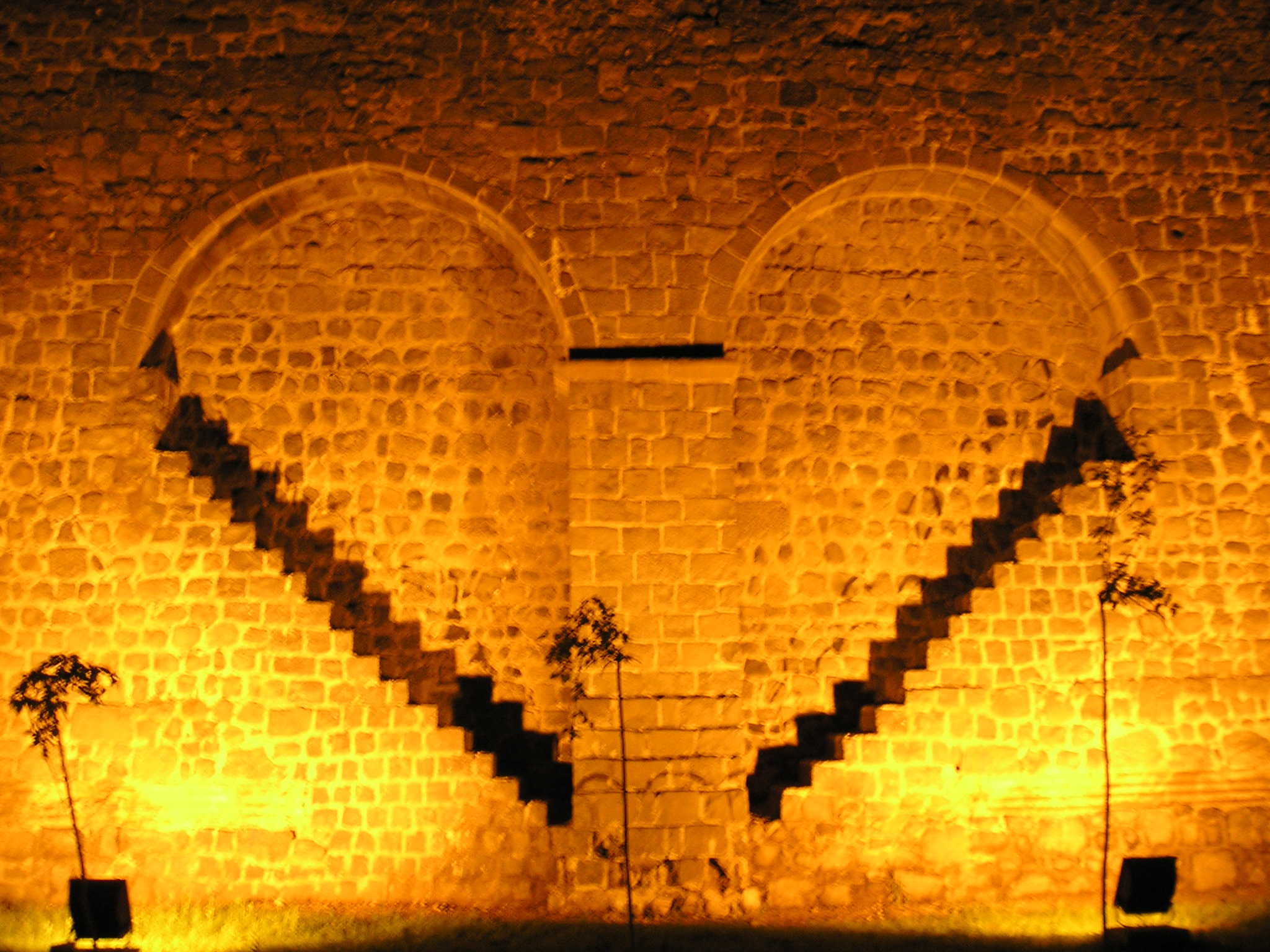
Un pan de mur de la ville.

Diyarbakır (en turc ottoman transcrit Diyarbekir, en kurmandji Amed, en zazaki Diyarbekir, en arabe ديار بكر Diyār Bakr (« les foyers des Bakr »), en syriaque ܐܡܝܕ Āmîḏ « Omid », en arménien Տիգրանակերտ, Dikranagerd) est une ville du Sud-Est de la Turquie, préfecture de la province du même nom (autrefois Arménie occidentale). Elle était également appelée Amida à l'époque hellénistique et sous l'Empire romain.
La ville, qui concentre la majorité de la population de la province, comptait 855 389 habitants en 2008, mais le nombre a ainsi doublé en sept ans, passant à 1 600 000 en 2015.
Les Kurdes constituent la majeure partie de la population de la ville,. La ville est considérée comme la capitale historique, symbolique et culturelle de l’ensemble de la nation kurde,.

## Géographie
La ville est bâtie à côté de la vallée du Tigre.

### Urbanisme
La morphologie urbaine est à la fois dense et étalée, avec aux abords immédiats des remparts en basalte des maisonnettes à toit plat construites de façon anarchiques, faisant l'objet d'un projet de réhabilitation en 2012, et des immeubles plus rares de trois ou quatre étages, organisés autour de multiples venelles et cours. La ville comporte quelques bâtiments de taille élevée, dont le Dedeman Diyarbakir Hotel et la cité administrative universitaire de Dicle, haute de 60 mètres et construite en 1970.

### Découpages administratifs
Préfecture de la province du même nom, Diyarbakır constituait un district jusqu'en 2008, date de la transformation de la municipalité en métropole. Le district est alors scindé en quatre : Bağlar, Kayapınar, Sur et Yenişehir, chacun doté d'un gouverneur.

## Histoire

### Origines
Diyarbakır se trouve dans une région qui a vu de nombreux empires et civilisations, ce qui rend son histoire riche. Pendant plusieurs siècles, le lieu a été occupé par diverses civilisations, notamment les Hittites, les Assyriens, les Urartéens, et plus tard, les Romains et les Byzantins. Ces civilisations ont laissé leur empreinte sur la ville.
La ville était située dans une région que les Hittites appelaient le territoire de « Azuwa »ou « Ishuwa ».
Appelée Amida dans l'Antiquité, ce qui lui vaut son nom de Kara Amid, la « Noire Amida », elle fut la capitale du royaume araméen de Bet-Zamani à partir du XIIIe siècle av. J.-C., puis d'un royaume appelé Corduène (mot a l'origine du mot kurdistan) ou Cardyène.
La région devint par la suite une province de l'Empire romain ; Amida était au IVe siècle la principale place forte de Mésopotamie, dans la haute vallée du Tigre. Ammien Marcellin, au livre XIX, raconte en détail le siège et la prise d'Amida par les Perses de Shapur II (ou Sapor), du 25 juillet au 5 octobre 359.
Après sa conquête par les musulmans en 639, la tribu arabe des Bakr bin Wael s'y installa et c'est ainsi que l'appelation Diyar Bakr, turcisée Diyarbakir, s'imposa jusqu'à ce jour.
Amida fut un centre religieux lié au patriarcat syriaque-orthodoxe d'Antioche. De cette époque, jusqu'au génocide arménien de 1915, la région est fortement peuplée d'Arméniens. La région comportait également une minorité chaldéenne. La ville d'Amid fut le siège du patriarcat chaldéen de 1681 à 1828.
La dynastie kurde des Marwanides dirigea la région de Diyarbakır du XIe au XIIe siècle. Après la bataille de Manzikert, la ville passa sous l'autorité des Turcs oghouzes.
Elle fut disputée par les Houlagides et les Ayyoubides pendant plus d'un siècle avant d'être prise par les États turkmènes de Kara Koyunlu (le Mouton Noir), puis de Ak Koyunlu (le Mouton Blanc).
Diyarbakır fut intégrée à l'Empire ottoman en 1534. Elle est annexée à l'empire perse Séfévide sous Abbas Ier le Grand, en 1620, avant de repasser sous le contrôle de la Sublime Porte. Elle devint en 1864 le chef-lieu du vilayet de Diyarbekir.
En 1895, les massacres hamidiens font environ 25 000 morts parmi les Arméniens,.

### Époque moderne
Pendant la Première Guerre mondiale en Orient, entre les mois de mai et juin 1915, dans le cadre du génocide arménien, la ville fut vidée de ses populations syriaque, assyrienne et arménienne (environ 60 000 fidèles, soit 30 % des habitants) sous le prétexte qu'elles étaient trop proches du front russe. Elles furent déportées vers les camps d'extermination de Rasalayn puis du désert du Deir ez-Zor.
À la chute de l'Empire ottoman, la ville fut occupée par les troupes françaises pendant la campagne de Cilicie avant de revenir sous contrôle de la nouvelle République turque.
En 1925, la ville fit l'objet d'un siège de la part d'insurgés kurdes menés par Cheikh Saïd qui visait à réinstaller le Califat dissous un an plus tôt. Les insurgés échouèrent cependant à prendre la ville avant l'arrivée massive de renforts de l'armée gouvernementale qui réprima l'insurrection.
En 1956, les États-Unis installent une base militaire de l'OTAN à Pirinçlık (en) près de Diyarbakır. Celle-ci abrite des radars anti-missiles, dont le AN/FPS-17 (en) développé à Rome dans l'État de New-York. La base fut fermée, en même temps que des bases en Allemagne, en septembre 1997.
Le pénitencier de Diyarbakir, inauguré quelques jours à peine avant le coup d’État militaire du 12 septembre 1980, a été désigné bien des années plus tard par le quotidien britannique The Times comme étant l’une des dix pires prisons au monde. Les milliers de prisonniers politiques étaient systématiquement soumis à la torture dans les années 1980.
D'abord sous l'effet de l'exode rural, puis en raison de réfugiés internes fuyant le conflit kurde, la population de Diyarbakır a explosé, passant de 30 000 dans les années 1930, à 65 000 en 1956, 140 000 en 1970, et 400 000 en 1990. En 1997, sa population totale s'élevait à 641 616 habitants et 851 902 en 2008. Cette rapide augmentation démographique s'est accompagnée de constructions précaires (80 % insalubres), les gecekondu, bâtis sans permis de construire et estimés à 4 000.
L'importance de la population kurde explique les conflits récurrents et les manifestations pro-kurdes à Diyarbakır. Le maire, Osman Baydemir, était kurde et membre du Parti de la société démocratique. En 2016, le gouvernement turc limoge les autorités élues de la ville et les remplace par un administrateur judiciaire.
Une grande partie du centre historique de la ville est détruite durant les répressions militaires de 2016 et 2017. La moitié ouest de Diyarbakır est détruite à 70 % et la population soumise à un couvre-feu. Le géographe Matthieu Gosse parle, à propos de la destruction matérielle et symbolique de la vieille ville, d'un « urbicide ».
Le co-maire HDP (Parti démocratique des peuples) de Diyarbakir élu en 2019, Adnan Selçuk Mizrakli, est démis de ses fonctions le 18 août 2019.

## Séisme
Le 6 février 2023, la ville est touchée par le tremblement de terre de magnitude 7,8 qui frappe le sud de la Turquie et le nord de la Syrie et fait de nombreuses victimes.

## Langues parlées
Outre le turc, la majorité des habitants de la ville parlent le kurmandji, un dialecte kurde, et le zazaki, une langue iranienne qui est considérée par une partie des linguistes et des kurdologues et par nombre de ses locuteurs comme un dialecte kurde,.

## Sport
Football :
- Amed S.K. (en)
- Diyarbakırspor
- Diyarbekirspor (de)

Handball :
- Diyarbakir Polis Gücü

## Culture
Dans son recueil de textes Certifié conforme, histoires de Diyarbaki , l'écrivain Murat Özyaşar rend hommage à Diyarbakir, la ville qui l'a vu grandir, en évoquant ses dimensions culturelles et politiques ainsi que la relation personnelle qu'il entretient avec elle.

## Patrimoine

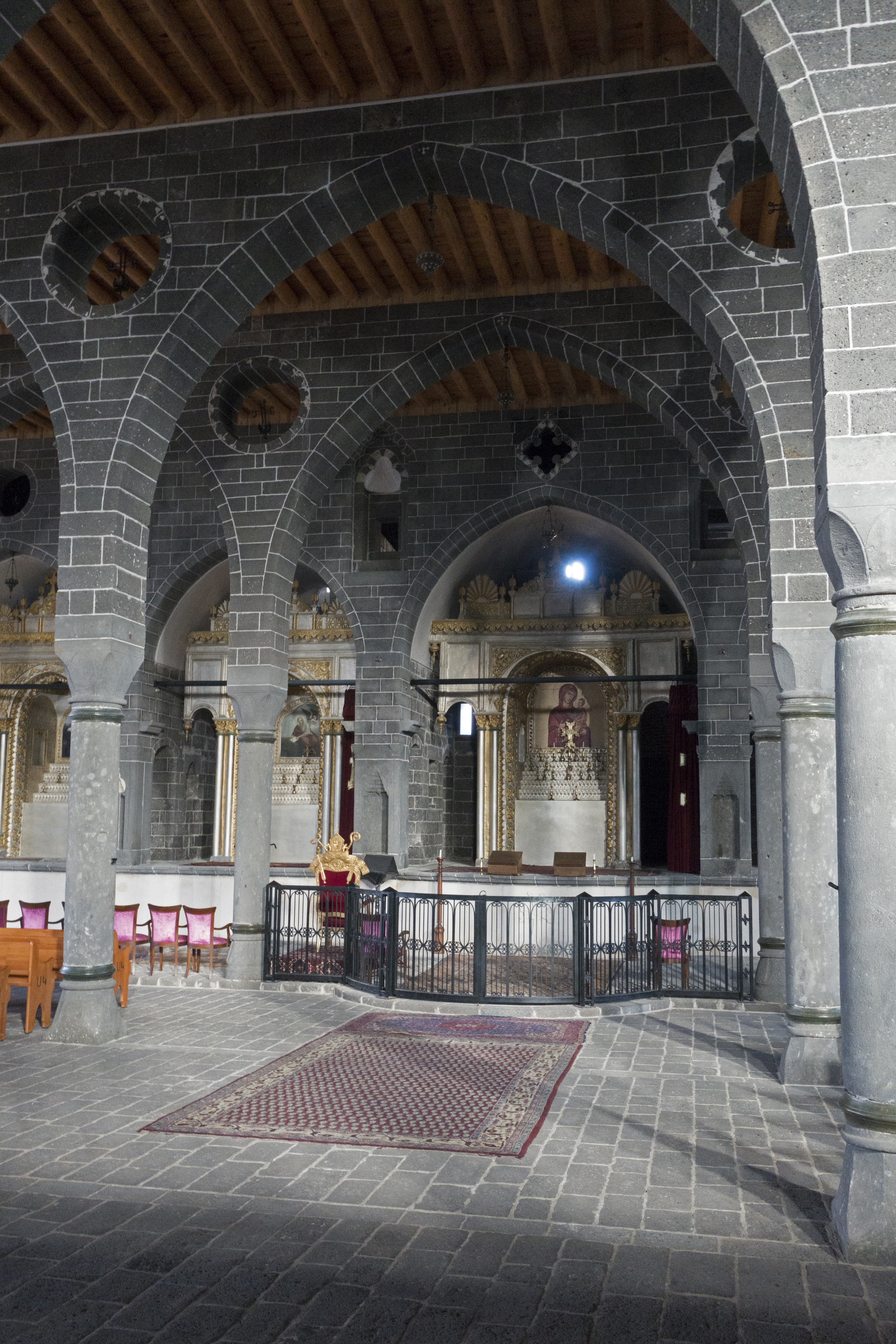
Église arménienne Saint-Cyriaque.

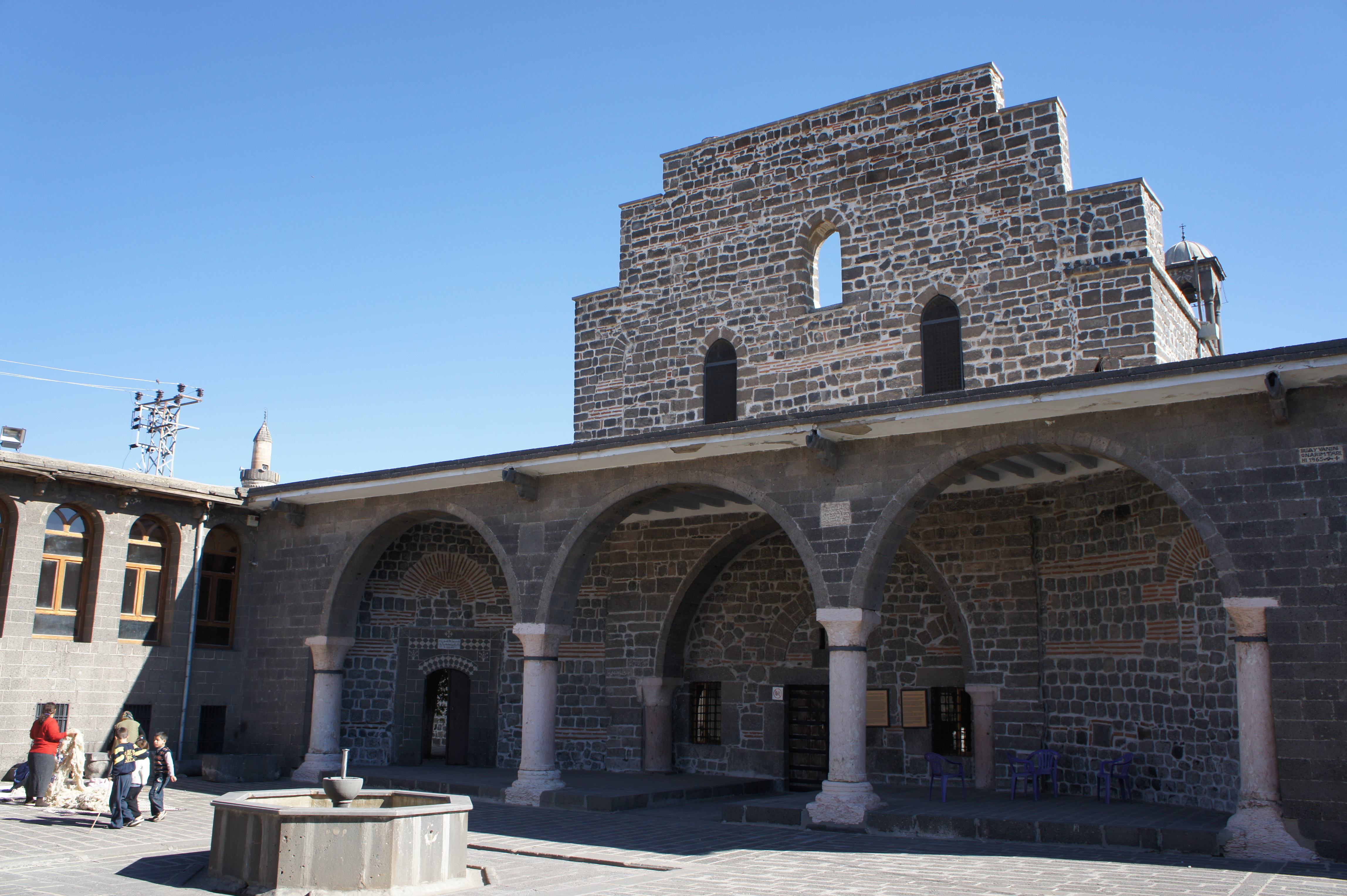
.

Le quartier historique de la ville médiévale, entouré de remparts romains, est connu sous le nom de Sur. Il est fortement endommagé lors de combats avec l'armée turque au premier semestre 2016 et est partiellement vidé de ses habitants ; il fait l'objet d'un décret de « confiscation » après que plusieurs bâtiments ont été rasés.
La ville comporte plusieurs édifices religieux :
- Grande Mosquée de Diyarbakır du XIe siècle ;
- Mosque « Ulu Cami »
- Pont « 10 gözlü köprü »
- Église arménienne Saint-Cyriaque (Sourp Guiragos) sise non loin du Tigre. Longtemps ruinée, elle est restaurée en 2012[29]. Cependant, à la suite de combats entre les forces turques et kurdes en 2016, elle est à nouveau gravement endommagée. Cependant, grâce aux dons de la diaspora arménienne, l'église a été restaurée et peut de nouveau être visitée.
- Église chaldéenne (Keldani Kilisesi)
- Église syriaque orthodoxe (monophysite) Sainte-Marie (Meryem Ana Kilisesi)[30] en partie détruite lors des combats de 2016[26].

## Enseignement
La ville est dotée d'un centre universitaire, l'université Dicle, dont le campus de 55 hectares est situé à l'Est de la ville, sur la rive opposée du Tigre. L'université, construite en 1974, accueille 30 000 étudiants et emploie 3 600 personnes. Elle propose 13 facultés, 11 écoles professionnelles supérieures, 5 écoles supérieures, 1 conservatoire, 3 Instituts, 8 centres de recherche et un hôpital de 1 500 lits combinant recherche et soins.

## Personnalités liées à la ville
- Gustave Meyrier, (1842-1930), diplomate français, vice-consul de France à Diyarbakir pendant les massacres hamidiens.
- Hélène Meyrier, (1866-1953), épouse de Gustave Meyrier, héroïne française pendant les massacres hamidiens.